# RAF Camora

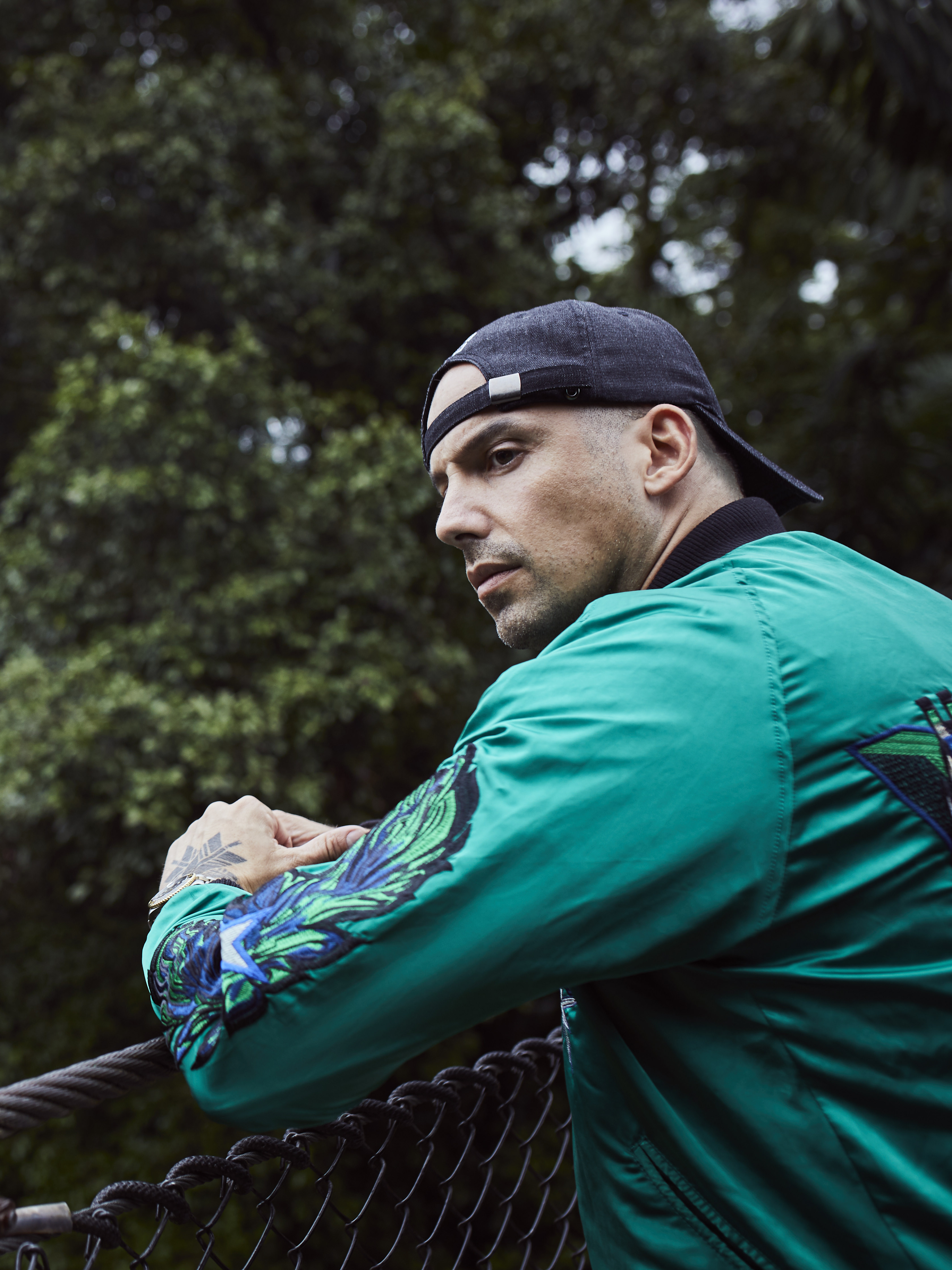
RAF Camora (2018)

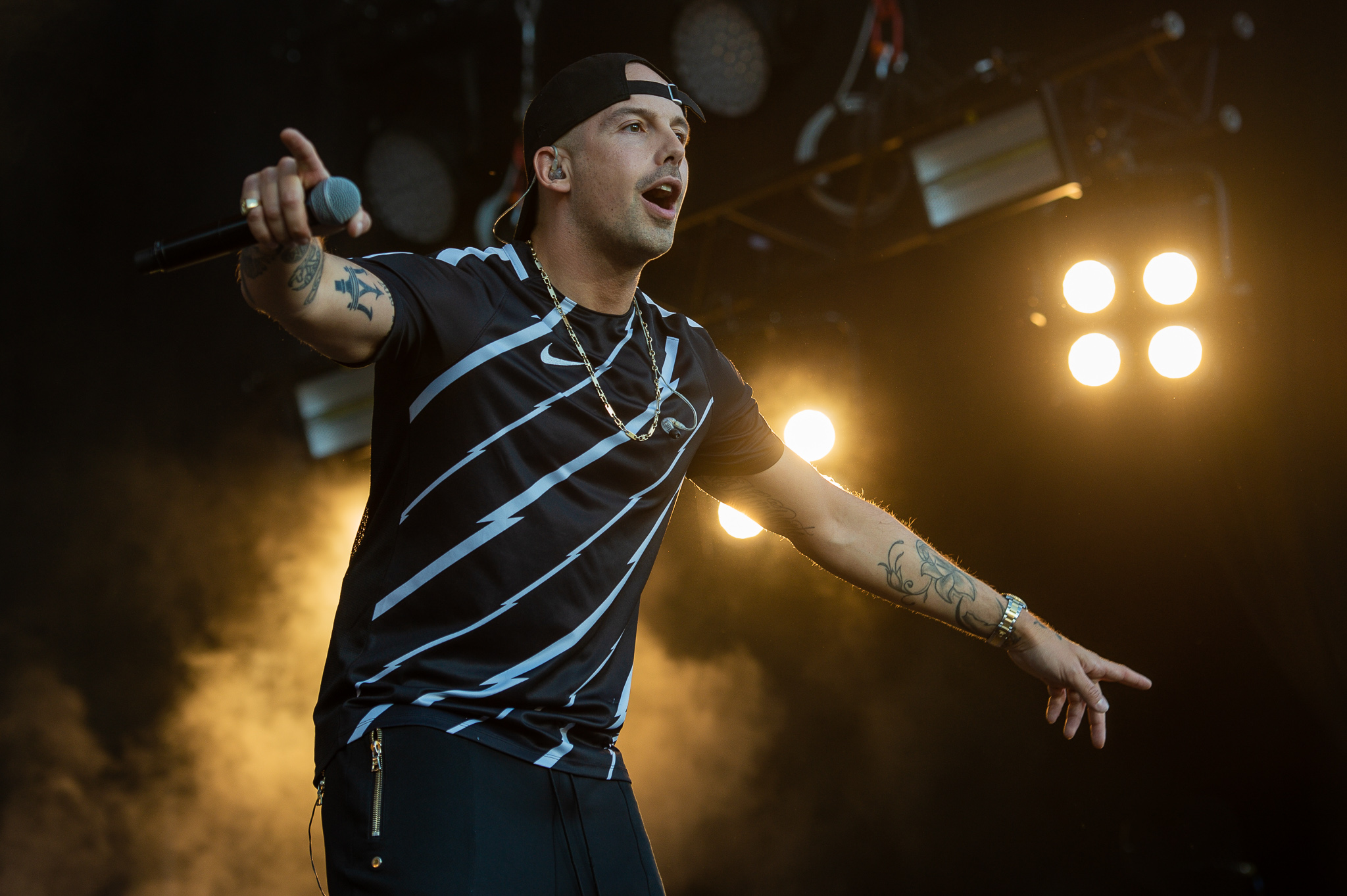
RAF Camora bei Rock im Park 2018

RAF Camora (* 4. Juni 1984 in Vevey, Schweiz; bürgerlich Raphael Ragucci) ist ein österreichischer Dancehall- und Hip-Hop-Musiker und Produzent.
Er begann seine Karriere als RafOMic, zwischenzeitlich trat er auch als RAF 3.0 auf. Seine größten Erfolge erreichte er zusammen mit Bonez MC und dem 2016 veröffentlichten Album Palmen aus Plastik sowie der Fortsetzung Palmen aus Plastik 2 im Jahr 2018.

## Leben und Karriere

### Frühes Leben und Anfänge
In Vevey im französischsprachigen Teil der Schweiz als Sohn eines Österreichers aus Vorarlberg und einer Italienerin geboren, kam Raphael Ragucci als etwa als 6- bis 8-Jähriger nach Wien und wuchs dort im Bezirk Rudolfsheim-Fünfhaus auf. Er hat eine Schwester.
Mit vier Jahren begann Raphael Ragucci Violine zu spielen, mit sechs Jahren Klavier. Später begann er mit Metal-Musik, durch das 1995 veröffentlichte Album III: Temples of Boom von Cypress Hill kam er schließlich zum Hip-Hop.
Zu Beginn rappte er ausschließlich auf Französisch und produzierte seine erste Musik. Er gründete mit einem polnischstämmigen Freund die Crew Rapatoi. Dadurch wuchs sein Bekanntheitsgrad in der österreichischen Hip-Hop-Szene. Nach eineinhalb Jahren trennte er sich wieder von der Crew. Mit 15 Jahren kam er mit der Rap-Crew French Connection in Kontakt. Später wurde er Teil der französischsprachigen Gruppe Assaut Mystik. Da er sich selbst nicht als Mitglied der deutschsprachigen Hip-Hop-Szene sah, beschloss er, nur noch auf Französisch zu rappen.
Ragucci lernte kurze Zeit später den Rapper Joshi Mizu kennen. Daraufhin schlossen sie sich mit der Rap-Gruppe Balkan Express zusammen und traten auf dem Splash auf. Die Gruppe zerbrach jedoch, und am Ende blieben nur noch Joshi Mizu, DJ Mezuian, Pimp Beats und RAF Camora übrig. Diese gründeten gemeinsam die Rap-Gruppe Family Bizz, die unter anderem durch den Life-Ball-Song und die Teilnahme beim Ö3 Soundcheck bekannt wurde und 2003 das Album Assaut Mystik & Balkan Express veröffentlichte. Aufgrund vieler Personalwechsel löste sich die Gruppe aber wieder auf.

### 2006–2010: Erste Produktionen und Alben
2006 veröffentlichte Ragucci – noch als RafOMic und zusammen mit dem Wiener Rapper Emirez – die EP Skandal. Er produzierte den Großteil des Albums und trat so zum ersten Mal als Produzent in Erscheinung.
Zur gleichen Zeit erschien auch Chakuzas Debütalbum City Cobra. RAF Camora produzierte auf diesem Album mehrere Songs und war als Gast auf dem Titelsong City Cobra vertreten. Nachdem er im Jahr 2007 nach Berlin gezogen war, folgte 2008 sein erstes Mixtape Therapie vor dem Album, das der Überbrückung der Wartezeit auf sein Soloalbum dienen sollte. Dieses wurde dann am 13. November 2009 unter dem Titel Nächster Stopp Zukunft veröffentlicht. Im März 2010 erschien das Kollaboalbum Artkore, das in Zusammenarbeit mit Nazar entstand. Das Album erreichte Platz 33 der österreichischen Albumcharts und bedeutete den ersten Charterfolg in RAF Camoras Karriere.
Mit Therapie nach dem Album setzte er seine Mixtape-Reihe im September 2010 fort. Am 24. Dezember 2010 erschien RAF Camoras Mixtape Inedit 2003–2010. Auf dem Album befanden sich unveröffentlichte Songs, die zwischen 2003 und 2010 entstanden. DJ Maxxx hostete durch das Album.

### 2011–2012: Durchbruch als RAF 3.0

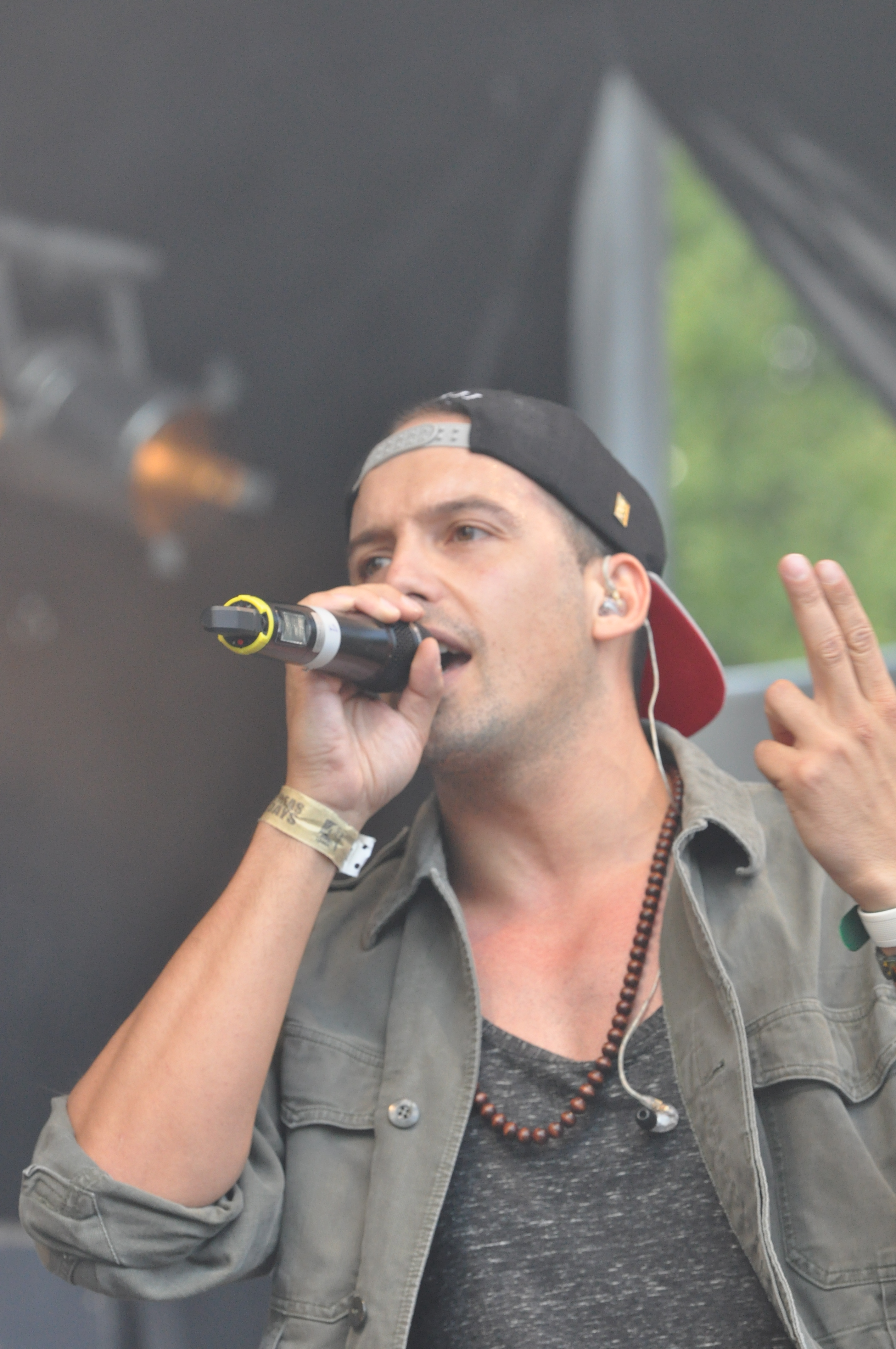
RAF 3.0 auf dem Spack! Festival 2013

Im Januar 2011 gab er bekannt, fortan nur noch unter dem Künstlernamen RAF 3.0 aufzutreten. Dies relativierte er in einem Interview im September 2011, in dem er angab, in Zukunft, wenn er den Künstler RAF 3.0 etabliert hat, auch durchaus wieder ein Album als RAF Camora aufzunehmen. Er habe jedoch davon abgesehen, sein nächstes Album unter diesem Künstlernamen zu veröffentlichen, da er auf diesem Album musikalisch andere Wege beschreitet, als die Fans von RAF Camora es von ihm kennen und erwarten würden. Auf dem im Februar 2012 beim Wiener Plattenlabel Irievibrations Records veröffentlichten Album RAF 3.0 sind unter anderem Sizzla, Konshens und Marteria als Gastmusiker vertreten. Das Album stieg unter anderem auf Rang sieben in die deutschen Albumcharts ein, wodurch er diese erstmals erreichte. Mit den Singleauskopplungen Fallen und Wie kannst du nur erreichte er erstmals die deutschen und österreichischen Singlecharts.
Am 3. Juli 2012 gab Raphael Ragucci auf seiner offiziellen Facebook-Seite bekannt, ein neues Streetalbum unter dem alten Namen RAF Camora zu veröffentlichen. Damit war ein Comeback des Rappers gesichert, der mit Therapie nach dem Tod eine Fortsetzung seiner Mixtape-Serie auf den Markt brachte. Das Album war ab dem 31. August 2012 in limitierter Auflage und ausschließlich über den Hip-Hop-Versand MZEE.com erhältlich und erschien am 7. September 2012 als Re-Release auf verschiedenen Streamingplattformen. Zwei Tage später veröffentlichte RAF Camora die Instrumental-Version des Albums (INEDIT-TNDT) kostenlos über das Internet, die zudem vier bislang unveröffentlichte Bonussongs enthält.

### 2013–2015: Labelgründung
Im Januar 2013 gab Raphael Ragucci die Gründung seines eigenen Labels Indipendenza bekannt. Am 5. Juli 2013 erschien mit Hoch 2 das zweite Studioalbum des Rappers unter dem Namen RAF 3.0, mit dem der Künstler erstmals die Spitzenposition der deutschen Albumcharts erreichen konnte. Anschließend arbeitete RAF Camora zusammen mit Chakuza und Joshi Mizu an dem Kollaboalbum Zodiak, das am 14. März 2014 erschien. Im Mai 2014 wurde er mit einem Amadeus Award in der Kategorie „HipHop / R’n’B“ ausgezeichnet.

### 2016–2020: Zusammenarbeit mit Bonez MC und vorläufiges Karriereende

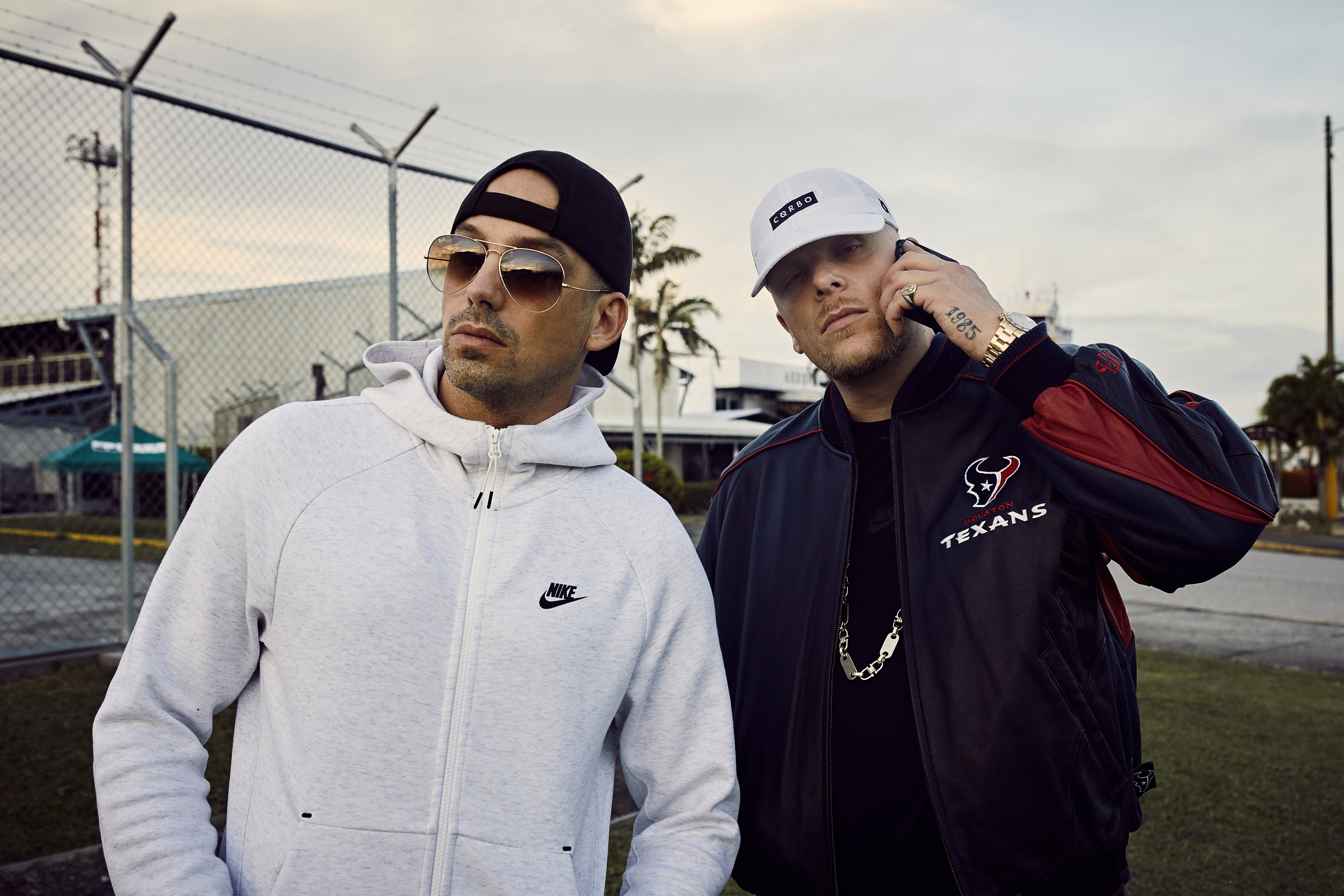
RAF Camora und Bonez MC (2018)

Am 15. April 2016 wurde RAF Camoras viertes Soloalbum Ghøst veröffentlicht, das auf Rang drei der deutschen Charts einstieg. Im September desselben Jahres folgte das Kollaboalbum Palmen aus Plastik mit Bonez MC, das bislang mit Abstand die erfolgreichste Veröffentlichung von RAF Camora ist. Es erreichte die Spitze der deutschen Charts und erhielt eine Platin-Schallplatte in Deutschland für mehr als 200.000 verkaufte Einheiten und in Österreich für über 15.000 Verkäufe. Des Weiteren erreichten unter anderem die Singles Ohne mein Team und Palmen aus Plastik für mehr als eine Million verkaufte Exemplare die Diamantene Schallplatte in Deutschland.
Im Jahr 2016 gründete RAF Camora zudem zusammen mit seinem langjährigen Geschäftspartner Ronny Boldt eine Künstleragentur und übernahm im September 2016 offiziell das Management von Bonez MC.
Am 25. August 2017 veröffentlichte RAF Camora sein fünftes Soloalbum Anthrazit. Am 13. November wurde bekanntgegeben, dass Anthrazit einen Nachfolger bekommen soll. Am 15. Dezember 2017 erschien Anthrazit RR, eine erweiterte Version des Originalalbums, deren Verkäufe zu denen des ursprünglichen Albums addiert werden, zum kostenlosen Streaming auf Spotify und YouTube zum Dank an die Fans für den großen Erfolg der Vorgängeralben Anthrazit und Palmen aus Plastik. Anthrazit erreichte in Deutschland und Österreich die Spitzenposition in den Albumcharts und wurde in Deutschland für mehr als 200.000 Verkäufe mit Platin und in Österreich für über 7.500 Verkäufe mit Gold ausgezeichnet, auch unter anderem die Single Primo erreichte in Deutschland, Österreich und der Schweiz Platin-Status. Zudem wurde RAF Camora in den Jahren 2016 (zusammen mit Bonez MC) und 2017 die 1 Live Krone als „Bester Hip-Hop-Act“ verliehen.
Darüber hinaus wurde RAF Camora 2014 in der Kategorie „Hip-Hop/Urban international“ sowie 2017 (gemeinsam mit Bonez MC) und 2018 jeweils in der Kategorie „Hip-Hop/Urban national“ für den Echo nominiert.
Anschließend arbeitete RAF Camora, in seinem neu errichteten Anthrazit-Studio, erneut mit Bonez MC zusammen und veröffentlichte mit ihm das zweite Kollaboalbum Palmen aus Plastik 2 am 5. Oktober 2018. Das Album erzielte auf Basis physischer Verkäufe, Downloads und Streaming einen der erfolgreichsten Starts des Jahres. In Deutschland, Österreich und in der Schweiz chartete das Album auf Rang eins und erreichte bereits in beiden erstgenannten Ländern Goldstatus. Auch die Singles 500 PS und Kokain platzierten sich an der Spitzenposition der deutschen Charts, 500 PS wurde darüber hinaus mit einer Diamantenen Schallplatte für mehr als eine Million Verkäufe ausgezeichnet. Des Weiteren hält Palmen aus Plastik 2 in Deutschland, Österreich und der Schweiz mit über 57 Millionen Streams in der ersten Woche einen Streamingrekord. Mit den Songs 500 PS, Kokain und Nummer unterdrückt wurden die ersten drei Positionen der Singlecharts in Deutschland gleichzeitig von Bonez MC und RAF Camora besetzt. Dieser Erfolg ist bis dato einmalig in der Geschichte der deutschen Charts. Zudem platzierten sich acht Lieder gleichzeitig in den Top 10 sowie 13 Stücke in den Top 20, was weitere Rekorde der beiden Künstler darstellt. In den Ö3 Austria Top 40 platzierten sich 13 Tracks gleichzeitig in den Top 15, dadurch wurde eine Änderung der Zählweise der Charts veranlasst. In den deutschen Jahrescharts 2018 belegte Palmen aus Plastik 2 den zweiten Platz.

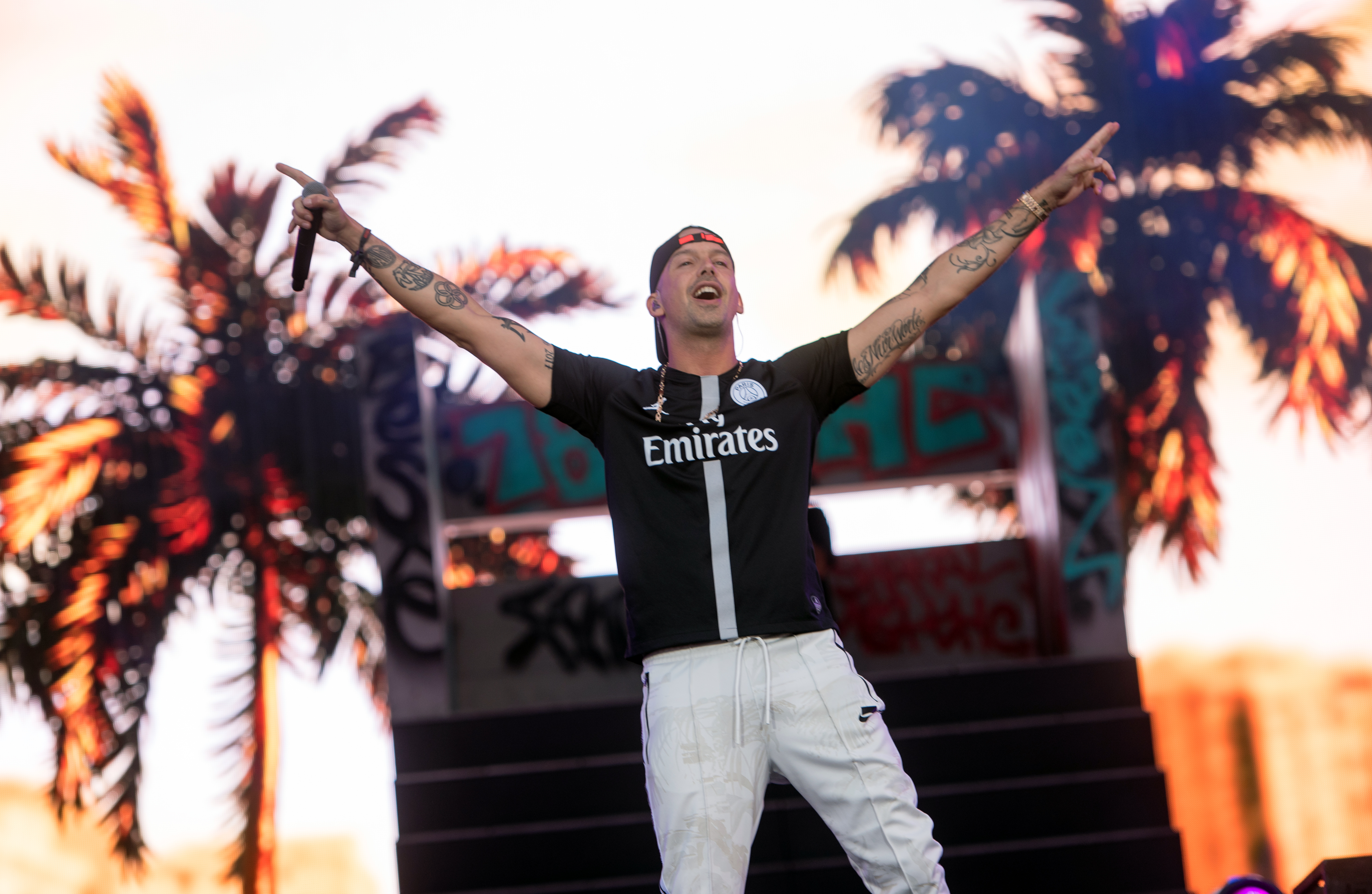
RAF Camora auf dem Openair Frauenfeld 2019

Im Jahr 2019 folgte die Palmen aus Plastik 2 Tour, eine der größten Tourneen der deutschsprachigen Hip-Hop-Geschichte, die aufgrund ihres Erfolges noch im selben Jahr wiederholt wurde.
Am 1. November 2019 veröffentlichte RAF Camora sein sechstes Soloalbum Zenit und kündigte sein Karriereende als Rapper an. Laut eigener Aussage wolle er sich mehr auf die Produktion und Förderung von Newcomern und Künstlern aus seiner Managementagentur fokussieren sowie stärker am Ausbau seiner Modelinien Cørbo und Team Platin arbeiten. In seiner Box zum Album Zenit enthüllte RAF Camora, dass es, wie schon zuvor beim Album Anthrazit, eine RR-Version von Zenit geben wird. Zenit RR, wie Anthrazit RR ein kostenloses Album zum Streaming, dessen Verkäufe der ursprünglichen Version addiert werden, erschien am 10. Januar 2020. Zenit konnte in Deutschland, Österreich und in der Schweiz die Spitzenposition der Albencharts erreichen und wurde bereits in Deutschland mit Gold und in Österreich mit Platin ausgezeichnet. Außerdem wurde RAF Camora 2018, 2019, und 2020 mit dem Amadeus Austrian Music Award in der Kategorie „HipHop / Urban“ ausgezeichnet.
Seine ursprünglich für Herbst 2020 geplante Zenit-Albumtour musste er aufgrund der COVID-19-Pandemie zunächst auf 2021 und später auf 2022 verschieben.

### Seit 2021: Comeback mitZukunftund Ende derPalmen-aus-Plastik-Ära
Am 4. Juni 2021 veröffentlichte Raphael Ragucci seine Autobiografie unter dem Titel Der Pakt, die Platz eins der von Media Control ermittelten deutschen Buchcharts in der Kategorie „Hardcover – Biographien, Autobiographien“ erreichte.
Am 16. Juli 2021 erschien unangekündigt sein Comeback-Album Zukunft. Die Singles Blaues Licht sowie 2CB aus Zukunft II erreichten Platz eins der deutschen und österreichischen Charts. Nach Palmen aus Plastik 3 mit Bonez MC, das als finaler Teil der Trilogie am 9. September 2022 genau sechs Jahre nach dem ersten Teil erschien, folgte am 23. Juni 2023 sein achtes Studioalbum XV. Auch in den Jahren 2022 (zudem „Album des Jahres“ für Zukunft), 2023 (mit Bonez MC), 2024 (zudem „Album des Jahres“ für XV) und 2025 erhielt er den Amadeus Austrian Music Award in der Kategorie „HipHop / Urban“.

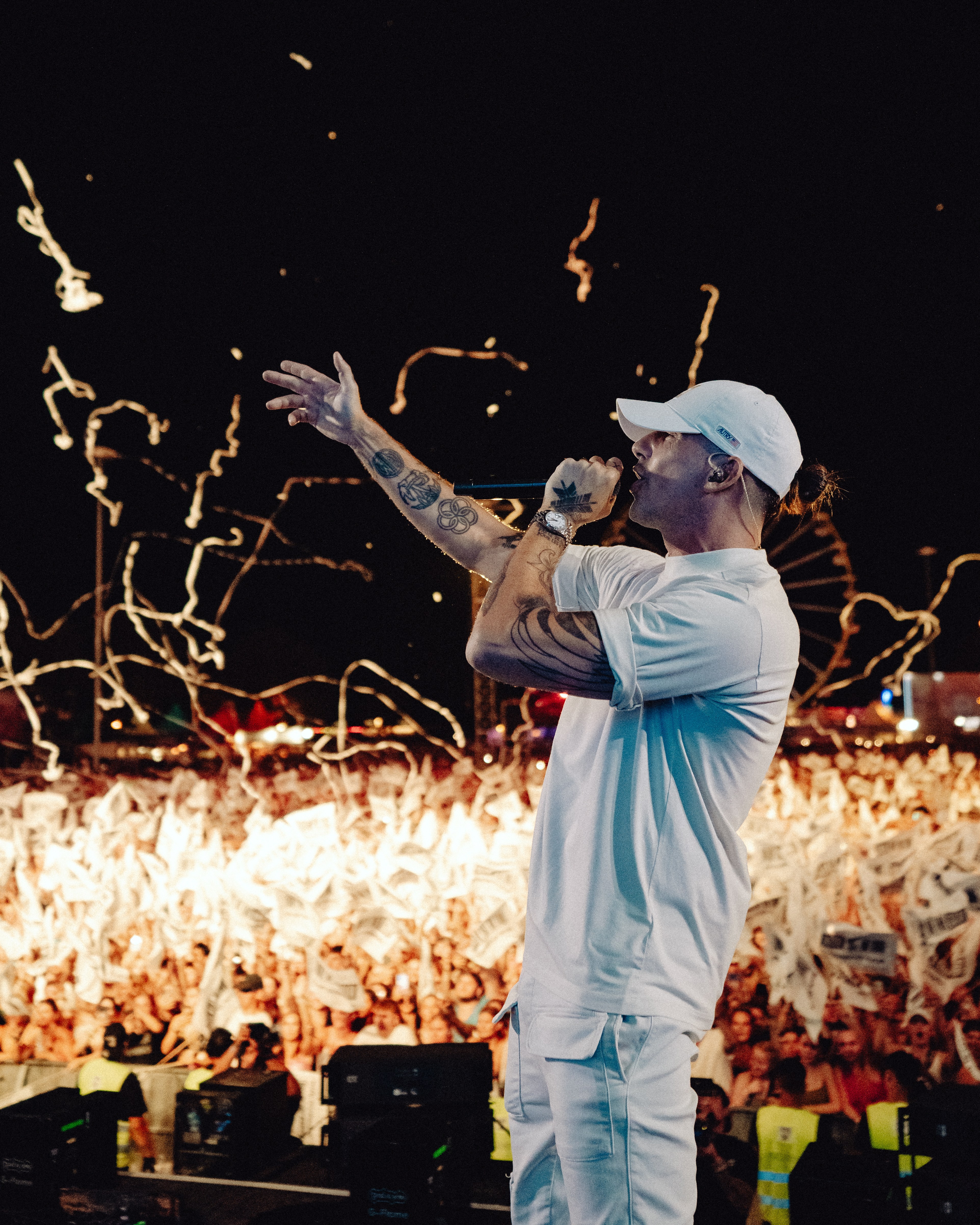
RAF Camora (2024)

Anfang 2024 zog sich der Rapper infolge eines starken Tinnitus und Hörsturzes zunächst aus der Öffentlichkeit zurück und verschob seine Tour von März auf Ende 2024. Am 9. August 2024 veröffentlichte RAF Camora mit Out of the Dark eine Hommage an Falco, der wie RAF Camora aus Wien stammt.
Seit August 2024 moderiert er den Podcast Dark Zen mit Jean-Claude Mpassy-Nzoumba.
Bei den MTV Europe Music Awards 2024 gewann er in der Kategorie „Best Austrian Act“, die erstmals vergeben wurde.

## Diskografie
Studioalben
| Jahr           | Titel Musiklabel                                         | Höchstplatzierung, Gesamtwochen, AuszeichnungChartplatzierungen (Jahr, Titel, Musiklabel, Platzierungen, Wochen, Auszeichnungen, Anmerkungen) | Höchstplatzierung, Gesamtwochen, AuszeichnungChartplatzierungen (Jahr, Titel, Musiklabel, Platzierungen, Wochen, Auszeichnungen, Anmerkungen) | Höchstplatzierung, Gesamtwochen, AuszeichnungChartplatzierungen (Jahr, Titel, Musiklabel, Platzierungen, Wochen, Auszeichnungen, Anmerkungen) | Anmerkungen                                                | [↑]: gemeinsam behandelt mit vorhergehendem Eintrag; [←]: in beiden Charts platziert |
| Jahr           | Titel Musiklabel                                         | DE | AT | CH | Anmerkungen                                                |                                                                                      |
| -------------- | -------------------------------------------------------- | --- | --- | --- | ---------------------------------------------------------- | ------------------------------------------------------------------------------------ |
| als RAF Camora |                                                          | | | |                                                            |                                                                                      |
|                |                                                          | | | |                                                            |                                                                                      |
| 2009           | Nächster Stopp Zukunft Wolfpack Entertainment (Soulfood) | — | — | — | Erstveröffentlichung: 13. November 2009                    |                                                                                      |
| als RAF 3.0    |                                                          | | | |                                                            |                                                                                      |
|                |                                                          | | | |                                                            |                                                                                      |
| 2012           | RAF 3.0 Irievibrations Records (GA)                      | DE7 (2 Wo.)DE | AT5 (2 Wo.)AT | CH22 (1 Wo.)CH | Erstveröffentlichung: 24. Februar 2012                     |                                                                                      |
| 2013           | Hoch 2 Indipendenza (BMG)                                | DE1 (4 Wo.)DE | AT3 (3 Wo.)AT | CH8 (2 Wo.)CH | Erstveröffentlichung: 5. Juli 2013                         |                                                                                      |
| als RAF Camora |                                                          | | | |                                                            |                                                                                      |
|                |                                                          | | | |                                                            |                                                                                      |
| 2016           | Ghøst Indipendenza (BMG)                                 | DE3 (4 Wo.)DE | AT6 (2 Wo.)AT | CH13 (1 Wo.)CH | Erstveröffentlichung: 15. April 2016                       |                                                                                      |
| 2017           | Anthrazit Indipendenza (GA)                              | DE1 Platin · (65 Wo.)DE | AT1 Gold · (237 Wo.)AT | CH5 (20 Wo.)CH | Erstveröffentlichung: 25. August 2017 Verkäufe: + 207.500  |                                                                                      |
| 2019           | Zenit Indipendenza (GA)                                  | DE1 Gold · (41 Wo.)DE | AT1 Platin · (109 Wo.)AT | CH1 (36 Wo.)CH | Erstveröffentlichung: 1. November 2019 Verkäufe: + 115.000 |                                                                                      |
| 2021           | Zukunft Indipendenza (GA)                                | DE1 Gold · (99 Wo.)DE | AT1 (145 Wo.)AT | CH1 (77 Wo.)CH | Erstveröffentlichung: 16. Juli 2021 Verkäufe: + 100.000    |                                                                                      |
| 2021           | Zukunft II Indipendenza (GA)[DE: ↑]                      | DE1 Gold · (99 Wo.)DE | AT47 (1 Wo.)AT | CH88 (1 Wo.)CH | Erstveröffentlichung: 1. Oktober 2021                      |                                                                                      |
| 2023           | XV Indipendenza (GA)                                     | DE1 (30 Wo.)DE | AT1 (75 Wo.)AT | CH1 (17 Wo.)CH | Erstveröffentlichung: 23. Juni 2023                        |                                                                                      |

## Auszeichnungen
1 Live Krone

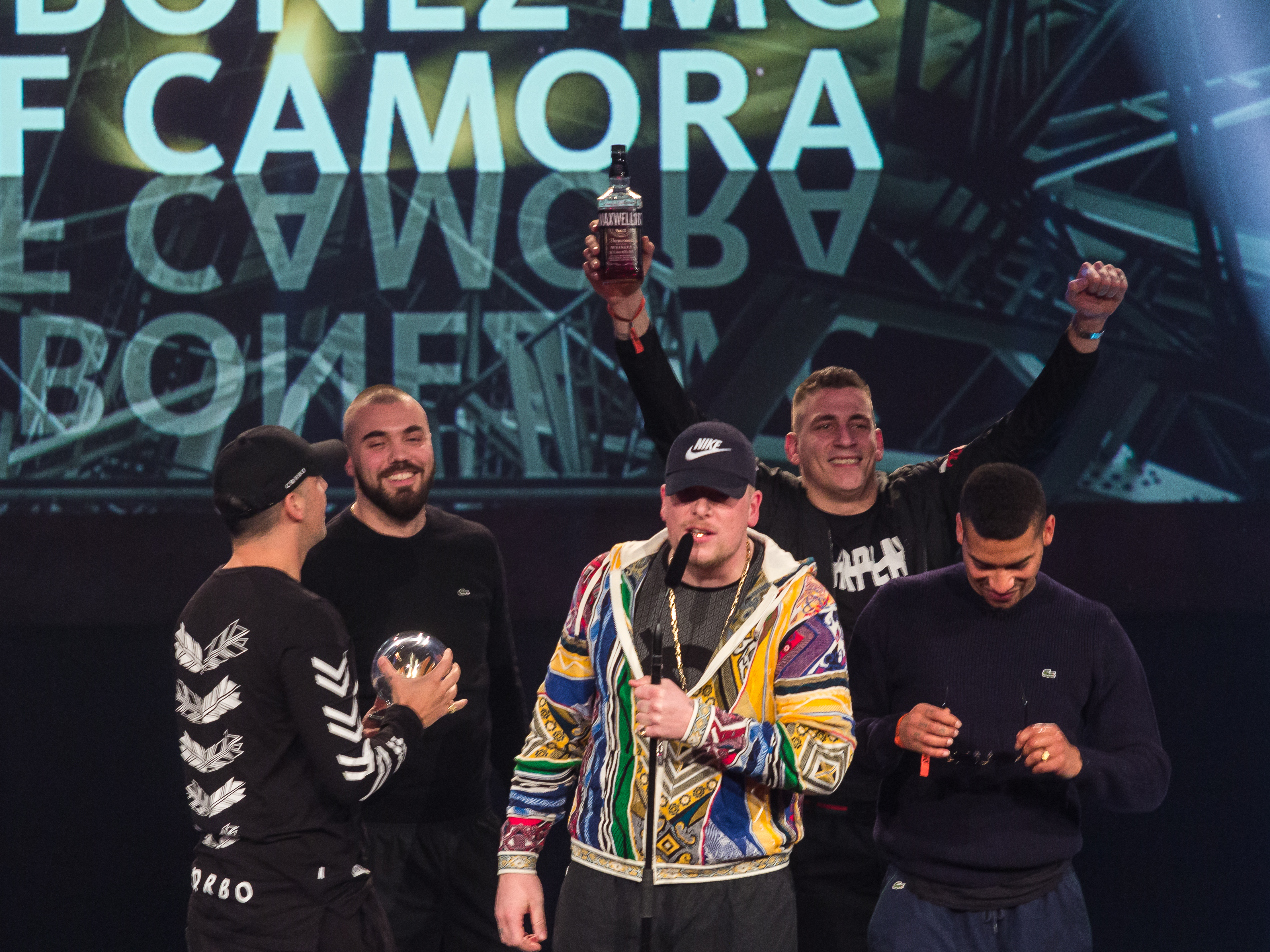
1 Live Krone 2016: Verleihung des Preises an Bonez MC und RAF Camora

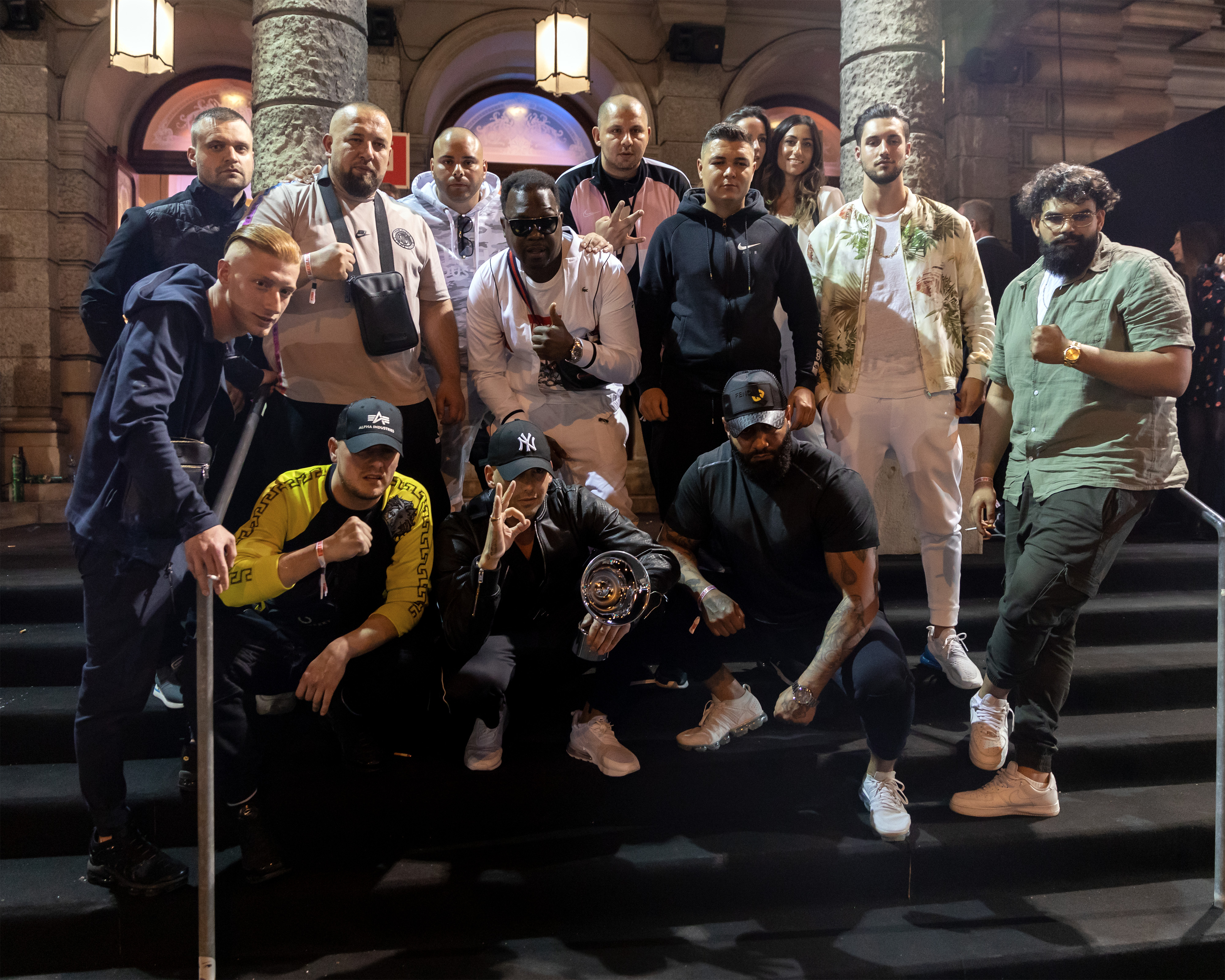
RAF Camora bei der Amadeus-Verleihung 2019

- 2016: „Bester Hip-Hop-Act“ (mit Bonez MC)[40]
- 2017: „Bester Hip-Hop-Act“[40]

4GameChangers Awards
- 2019: „4Music“[77]

Amadeus Austrian Music Award
- 2014: „HipHop / R’n’B“[36]
- 2018: „HipHop / Urban“[61]
- 2019: „HipHop / Urban“[62]
- 2020: „HipHop / Urban“[63]
- 2022: „Album des Jahres“ für Zukunft und „HipHop / Urban“[69]
- 2023: „HipHop / Urban“ (mit Bonez MC)[70]
- 2024: „Album des Jahres“ für XV und „HipHop / Urban“[71]
- 2025: „HipHop / Urban“[72]

Hiphop.de Awards
- 2013: „Bester Produzent national“[78]
- 2016: „Beste Gruppe national“ (mit Bonez MC)[79]
- 2016: „Bester Produzent national“[79]
- 2016: „Bestes Release national“ für Palmen aus Plastik (mit Bonez MC)[79]
- 2016: „Bestes Video national“ für Palmen aus Gold (mit Bonez MC)[79]
- 2018: „Beste Gruppe national“ (mit Bonez MC)[80]
- 2019: „Lebenswerk“[81]
- 2021: „Macher des Jahres“[82]
- 2022: „Bestes Video national“ für Letztes Mal (mit Bonez MC)[83]

Hype Awards
- 2019: „Hype Live-Act“ (mit Bonez MC)[84]
- 2019: „Hype Song“ für 500 PS (mit Bonez MC)[85]

Juice Awards
- 2016: „Bestes Album national“ für Palmen aus Plastik (mit Bonez MC)[86]

MTV Europe Music Awards
- 2024: „Best Austrian Act“[76]